# Hendrik Bijlmer

Dhr. H.J.T. Bijlmer (2e v.r.) tijdens de Mimika-expeditie in Zuidwest Nieuw-Guinea

Hendricus Johannes Tobias Bijlmer (Amsterdam, 18 juni 1890 – Amsterdam, 10 januari 1959) was een Nederlands arts, fysisch antropoloog en Nieuw-Guinea specialist.

## Loopbaan
De medicus Bijlmer, in Amsterdam student van J.P. Kleiweg de Zwaan, werkte jarenlang als gouvernementsarts in Nederlands-Nieuw-Guinea. In 1920 nam hij deel aan de Centraal Nieuw-Guinea Expeditie die vanaf de noordkust van het eiland de Wilhelminatop (nu Puncak Trikora geheten) in het Centrale Bergland trachtte te bereiken, hetgeen mislukte. In 1935-1936 was hij leider van de Mimika-expeditie in zuidwest Nieuw-Guinea die werd ondernomen in opdracht van de Maatschappij ter Bevordering van het Natuurkundig Onderzoek der Nederlandsche Koloniën. Tijdens deze expedities bestudeerde Bijlmer de fysieke kenmerken van een aantal tot dusver onbekende groepen Papoea's, waaronder ook de reeds in 1910 ontdekte Tapiro, een dwergvolk. Heel zijn wetenschappelijke carrière bleef Bijlmer zich bezighouden met de evolutionaire positie en de culturen van de bewoners van Nieuw-Guinea.
In 1933 werd hij privaatdocent in de fysische antropologie en erfelijkheidsleer aan de Universiteit van Amsterdam. Na de Tweede Wereldoorlog vertoefde hij nog zeven jaar in Nederlands-Indië en Nieuw-Guinea in hoge administratief- en organisatorisch-geneeskundige functies en wel van 1945-1950 in Makassar en van 1952-1954 in Hollandia, het huidige Jayapura. Na zijn terugkeer in Nederland was hij negen jaar secretaris van de Simavi ('Steun in medische aangelegenheden voor inheemsen') te Haarlem.
Bijlmer heeft een omvangrijk oeuvre op zijn naam staan, waarin de expeditieverslagen een belangrijke plaats innemen. Zijn populair geschreven verslag van de Mimika-expeditie, Naar de achterhoek der aarde, werd meer malen herdrukt.

## Over Bijlmer
- Baaren, F.A. van, J.P. Kleiweg de Zwaan en H.A.P.C. Oomen, "Dr. H.J.T. Bijlmer†", in: Tijdschrift van het Koninklijk Aardrijkskundig Genootschap 76, 1959, pp. 95-97.
- Duuren, David van en Steven Vink, 'Hendricus Johannes Tobias Bijlmer (1890-1959)', in: David van Duuren et al., Oceania at the Tropenmuseum. Amsterdam: KIT Publishers, 2011, p. 90
- Lam, H.J., "Een persoonlijke herinnering aan Dr. H.J.T. Bijlmer", in: Nieuw-Guinea Studiën 3, 1959, pp. 161-165.
- Swellengrebel, N.H., "In memoriam Dr. H.J.T. Bijlmer", in: Medische nood in tropenland. Officieel orgaan van de Vereniging SIMAVI 19, no.1, Feb. 1959, pp. 8-9.
- Winckel, Ch.W.F., "In memoriam Dr. H.J.T. Bijlmer", in: Nederlands Tijdschrift voor Geneeskunde 103, no. 5, januari 1959.

- Biografisch Portaal: 88475894
- International Standard Name Identifier: 0000 0003 9693 5216
- Nederlandse Thesaurus van Auteursnamen: 069743983
- Système universitaire de documentation: 179775480
- Virtual International Authority File: 107809087